# Óscar Osorio (escritor)
Óscar Osorio (La Tulia, Valle del Cauca, 1965) es un escritor y académico colombiano con una profusa obra publicada.

## Biografía
Es profesor Titular de la Universidad del Valle, Colombia. Es Licenciado en Literatura y Magíster en Literatura Colombiana y Latinoamericana por la Universidad del Valle, Master y Ph.D. in Hispanic and Luso-Brazilian Literatures and Languages por el Graduate Center of the City University of New York (CUNY). Su tesis de Maestría le valió una calificación Meritoria en la Universidad del Valle y su tesis de doctorado le valió el premio Gutiérrez Mañé, del departamento de estudios doctorales. Fue distinguido con la beca Colfuturo para estudios doctorales (2010) y con la beca Fulbright Investigador Visitante Colombiano (2020), para escribir crónicas de inmigrantes colombianos en Estados Unidos. Obtuvo el XXXII Premio Cáceres de Novela Corta (España 2007) y el Premio de Ensayo Autores Vallecaucanos Jorge Isaacs (Cali 2015). Obra publicada:

## Obra publicada

### Libros
- Novela: El cronista y el espejo (2008)
- Cuento: Hechicerías (2008) Una porfía forzosa (2012) La casa anegada (2018)
- Poesía: La balada del sicario y otros infaustos (2002) Poliafonía (2004)
- Crónica: La mirada de los condenados: la masacre de Diners Club (2003, en coautoría con James Valderrama) Un largo invierno sin promesas (2016)
- Crítica Literaria: Historia de una pájara sin alas (2003) Violencia y marginalidad en la literatura hispanoamericana (2005) El narcotráfico en la novela colombiana (2014) El sicario en la novela colombiana (2015) Las ruinas del Paraíso (2020)

### Artículos académicos
El humor y la acción: dos formas de confrontación al poder en La guerra silenciosa de Manuel Scorza 
La jácara del escarramán de Quevedo 
Alcides Arguedas, el dolor de ser boliviano 
Rybeiro: tejido social y visión de mundo 
Caicedo, Valverde y Esquivel, tres miradas distintas sobre una ciudad fragmentada y violenta 
El texto en la pedagogía de la lengua materna 
Siete estudios sobre la novela de la Violencia en Colombia. Una evaluación crítica y una nueva perspectiva 
Albalucía Ángel y la novela de la Violencia en Colombia 
Angosta y el ancho caudal de la novela de la violencia en Colombia 
Anotaciones para un estudio de la novela de la Violencia en Colombia 
La “sicaresca”: de la agudeza verbal al prejuicio crítico 
En torno a la dimensión literaria de Viento seco 
La Virgen de los sicarios: el amor como camino 
Del crimen al amor 
El buen traqueto. Violencia y narcotráfico en dos novelas del Valle del Cauca 
Hacia una cartografía ficcional del narcotráfico en Colombia 
Proselitismo y violencia en Viento seco 
Pájaros atroces en la novela de la Violencia en Colombia 
El tratamiento literario de violencia atroz en Nadie es eterno

## Trabajos sobre la obra de Óscar Osorio
Fernando Cruz Kronfly. “El poderoso logro literario de Óscar Osorio”. 
Villano, Jair. “Derrotas, fracasos y traumas, o los retratos colombianos en los cuentos de Óscar Osorio”. 
Jiménez, Isabel. Entrevista a Óscar Osorio www.iphone.auroraboreal.net/actualidad/entrevistas/3169-entrevista-a-oscar-osorio-la-violencia-y-la-marginalidad-en-su-obra-cuentistica
Rangel, Gilberto. “La importancia de contar el inagotable cuento del hombre y la mujer” www.auroraboreal.net/literatura/libros/1230-la-importancia-de-contar-el-inagotable-cuento-del-hombre-y-la-mujer
Durán, Jaisully. “Eres parte de esto”. https://doi.org/10.25100/poligramas.v0i47.7517
Albán, Danilo. “El cronista y el espejo de Óscar Osorio”. www.auroraboreal.net/literatura/libros/1812-el-cronista-y-el-espejo-del-escritor-oscar-osorio?device=desktop
García, Kevin. “La novela de la violencia por un testigo de primera mano”. www.hybridomagazine.wordpress.com/contacto/kevin-alexis-garcia/la-novela-de-la-violencia-por-un-testigo-de-primera-mano
García, Kevin. “El testimonio de la ficción”. https://doi.org/10.25100/nc.v0i10.809
Torres Torres, José Manuel. “El cronista y el espejo”. Download citation of Book review / reseña: OSORIO, Óscar, El cronista y el espejo (researchgate.net)
Montaño, Maritza. “Hombres de letras y narcotráfico en dos décadas de la literatura colombiana”. https://doi.org/10.25100/poligramas.v0i41.4408
Reseña: “La casa anegada, el nuevo libro de Óscar Osorio”. www.elpais.com.co/entretenimiento/cultura/la-casa-anegada-el-libro-de-cuentos-que-narra-los-estragos-de-la-violencia.html
Pino, Julio César. “Literatura y violencia: crónicas de una obsesión”. www.drive.google.com/file/d/0B7_ooF8EIcK8cHZseDBNdTJnN1E/view?resourcekey=0-LReKMtjQkpJZEs4g17Fj-g
Valderrama, James. “El sicario en la novela colombiana de Óscar Osorio”. https://doi.org/10.25100/poligramas.v0i41.4412
Bialowas, Pobutski Aldona. “La novela del narcotráfico en Colombia de Óscar Osorio”. www.pda.auroraboreal.net/literatura/libros/1776-la-novela-del-narcotrafico-en-colombia-de-oscar-osorio
Osorio, Daniel Felipe. “La novela del sicario en Colombia, una referencia obligada para la crítica literaria en Colombia”. www.auroraboreal.net/literatura/ensayo/1789-la-novela-del-narcotrafico-en-colombia-una-referencia-obligada-para-la-critica-literaria?device=desktop
López, Alejandro José. “Más allá del síndrome del avestruz: La novela del sicario en Colombia de Óscar Osorio”. www.auroraboreal.net/literatura/ensayo/1769-mas-alla-del-sindrome-del-avestruz-la-novela-del-sicario-en-colombia-de-oscar-osorio2?device=desktop
Fonseca, Alberto. “Reseña: La novela del sicario en Colombia”.